# Aspicilia virginea
Aspicilia virginea är en lavart som beskrevs av Auguste-Marie Hue. 
Aspicilia virginea ingår i släktet Aspicilia och familjen Megasporaceae. Arten är reproducerande i Sverige.